# História da Austrália

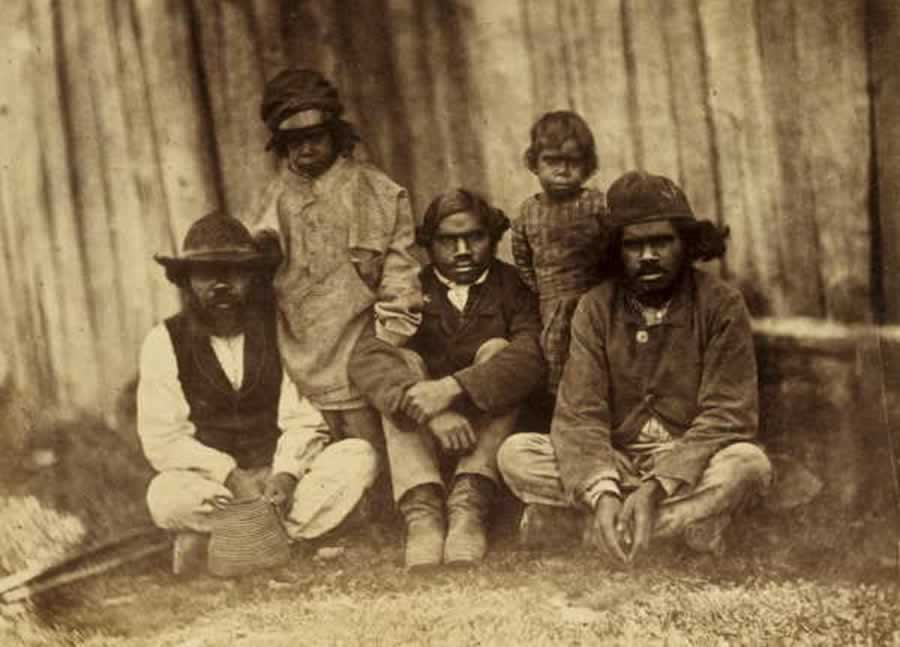
Agricultores Aborígenes no Protetorado de Parker, Mt Franklin. Estação do Protetorado Aborígene de Loddon em Franklinford, Victoria.

A história da Austrália é a história da terra e dos povos do continente australiano.
Os primeiros povos chegaram ao continente australiano por mar do Sudeste Asiático Marítimo entre 50 mil e 65 mil anos atrás, e penetraram em todas as partes do continente, desde as florestas tropicais do norte, os desertos do centro e as ilhas subantárticas da Tasmânia e Estreito de Bass. As tradições artísticas, musicais e espirituais que eles estabeleceram estão entre as mais antigas da história humana.
Os primeiros nativos do Estreito de Torres – etnicamente e culturalmente distintos do povo aborígene – chegaram do que hoje é Papua-Nova Guiné há cerca de dois mil e quinhentos anos e se estabeleceram nas ilhas do Estreito de Torres e na Península do Cabo Iorque, formando a ponta norte da massa terrestre australiana.
O primeiro desembarque conhecido na Austrália por europeus foi em 1606 pelo navegador holandês Willem Janszoon. Mais tarde naquele ano, o explorador espanhol Luís Vaz de Torres navegou pelo que hoje é chamado de Estreito de Torres e ilhas associadas. Vinte e nove outros navegadores holandeses exploraram as costas oeste e sul no século XVII e nomearam o continente como Nova Holanda. Os trepanos macassanos visitaram as costas do norte da Austrália depois de 1720, possivelmente antes. Outros exploradores europeus o seguiram até que, em 1770, o tenente James Cook mapeou a costa leste da Austrália e a reivindicou para a Grã-Bretanha. Ele retornou a Londres com relatos favoráveis à colonização em Botany Bay (agora em Sydney).
A Primeira Frota de navios britânicos chegou a Botany Bay em janeiro de 1788 para estabelecer uma colônia penal, a primeira colônia no continente australiano. No século seguinte, os britânicos estabeleceram outras colônias no continente e exploradores europeus se aventuraram em seu interior. Os aborígenes foram muito enfraquecidos e seus números diminuídos por doenças introduzidas e conflitos com os colonos durante esse período.
A corrida do ouro e as indústrias agrícolas trouxeram prosperidade. O transporte de condenados britânicos para a Austrália foi extinto de 1840 a 1868. Democracias parlamentares autônomas começaram a ser estabelecidas nas seis colônias britânicas a partir de meados do século XIX. As colônias votaram por referendo para se unir em uma federação em 1901, e a Austrália moderna surgiu. A Austrália lutou como parte do Império Britânico e depois da Commonwealth nas duas guerras mundiais e se tornaria um aliado de longa data dos Estados Unidos quando ameaçado pelo Japão Imperial durante a Segunda Guerra Mundial. O comércio com a Ásia aumentou e um programa de imigração do pós-guerra recebeu mais de 6,5 milhões de migrantes de todos os continentes. Apoiada pela imigração de pessoas de quase todos os países do mundo desde o final da Segunda Guerra Mundial, a população aumentou para mais de 25,5 milhões em 2020, com 30% da população nascida no exterior.